# Otto Stolz (Mathematiker)

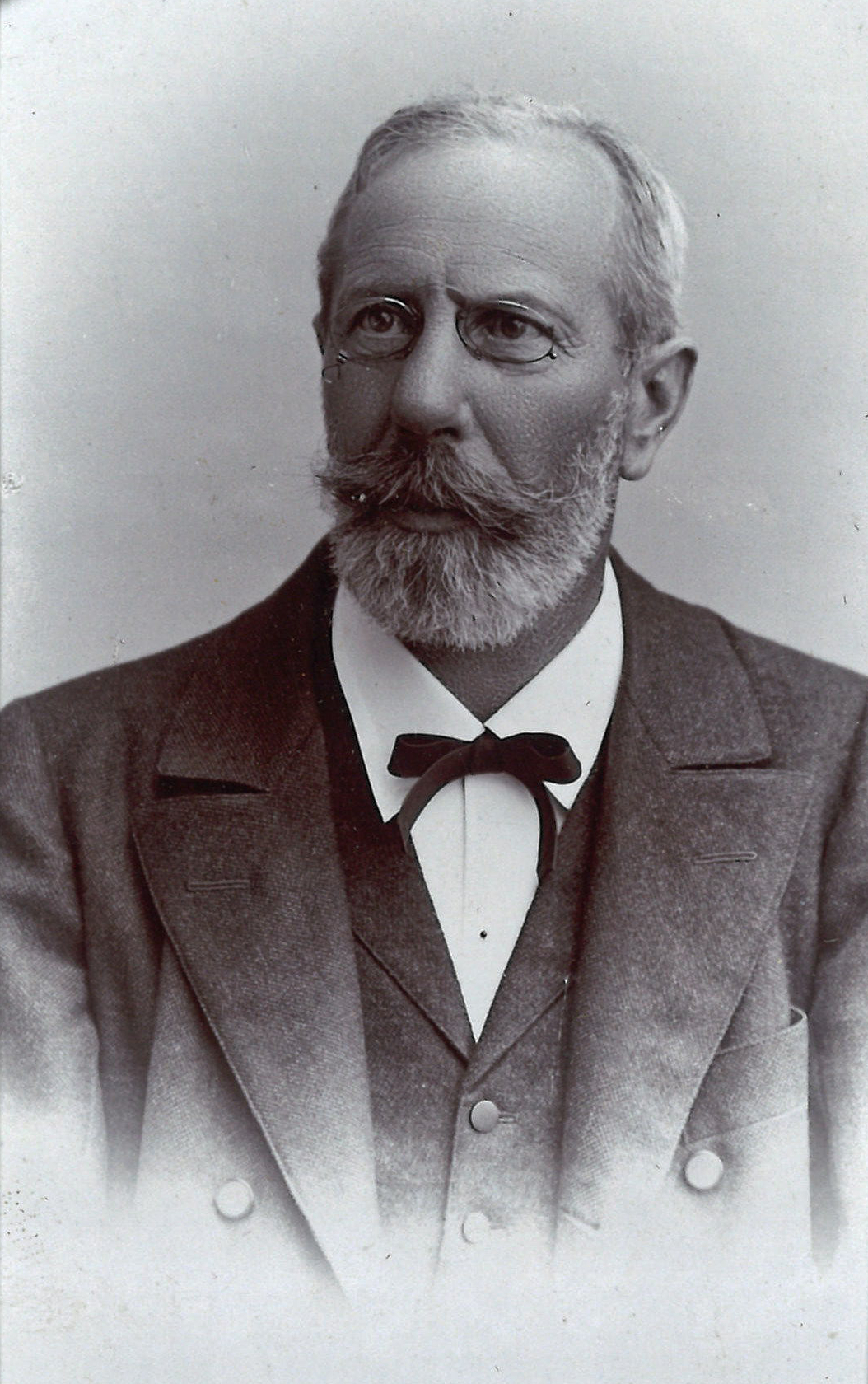
Otto Stolz porträtiert zur vorletzten Jahrhundertwende für ein Fakultätsalbum der Universität Innsbruck

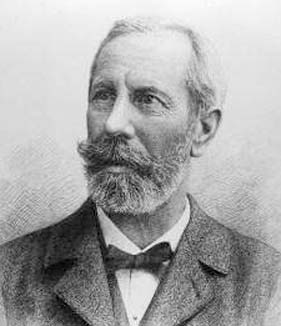
Otto Stolz (1905)

Otto Stolz (* 3. Juli 1842 in Hall in Tirol; † 23. November 1905 in Innsbruck) war ein österreichischer Mathematiker.

## Ausbildung und Beruf
Als Sohn von Joseph Stolz verbrachte Otto Stolz seine Jugendzeit in Hall in Tirol. Drei Jahre besuchte er das Franziskanergymnasium Hall in Tirol. Der Philologe Friedrich Stolz war sein jüngerer Bruder. Danach wechselte er an das k. k. Obergymnasium Innsbruck, an dem er mit Auszeichnung maturierte. Im Jahre 1860 begann er das Studium der Naturwissenschaften an der Universität Innsbruck, wobei er sich von Anfang an in die Mathematik vertiefte. 1860 wurde er Mitglied des Corps Rhaetia. 1863 setzte er seine Studien an der Universität Wien fort, wo er sich vier Jahre später habilitierte. Im Jahre 1869 begab er sich an die Friedrich-Wilhelms-Universität zu Berlin. Dort lernte er bei den Mathematikern Karl Weierstraß, Ernst Eduard Kummer und Leopold Kronecker. Dabei wurde er vor allem von den Ideen Weierstraß’ beeinflusst. Das Sommersemester 1871 verbrachte er an der Georg-August-Universität Göttingen, wo er die Vorlesungen von Alfred Clebsch und Felix Klein hörte.
Im Jahre 1872 begann er seine Lehrtätigkeit als o. Professor für Mathematik an der Universität Innsbruck. In den akademischen Jahren 1877/78 und 1888/89 übte er das Amt des Dekans der Philosophischen Fakultät aus. 1890/91 war er Rektor der Universität. Er war Mitglied der kaiserlichen Akademie der Wissenschaften, der Bayerischen Akademie der Wissenschaften, und er erhielt für seine wissenschaftliche Tätigkeit eine Reihe von Auszeichnungen. Kurz nach Beendigung seines Werkes „Einleitung in die Funktionentheorie“ verstarb Otto Stolz mit 63 Jahren in Innsbruck. Sein gleichnamiger Sohn Otto Stolz war ein bekannter Tiroler Volkskundler und Historiker.

## Werk
Otto Stolz befasst sich besonders mit der algebraischen Geometrie und Analysis. Nach ihm ist der Satz von Stolz über die Existenz des Grenzwertes von Quotienten zweier Folgen benannt. Er verfasste einführende Werke zur Arithmetik, Funktionentheorie und über die Differenzial- und Integralrechnung. Stolz beschäftigte sich auch mit Mathematikgeschichte. Insbesondere holte er Bernard Bolzanos Beiträge zu den Grundlagen der Analysis aus der Vergessenheit (1881).

## Schriften
- Vorlesungen über allgemeine Arithmetik. Leipzig 1885/1886.
- Grundzüge der Differential- und Integralrechnung. Leipzig 1893/1896.
- mit J. A. Gmeiner: Einleitung in die Funktionentheorie. Leipzig 1905.
- B. Bolzanos Bedeutung in der Geschichte der Infinitesimalrechnung. In: Mathematische Annalen. Band 18, 1881.